# Nederlandse kampioenschappen zwemmen 1939
De Nederlandse kampioenschappen zwemmen 1939 werden gehouden op 29 en 30 juli 1939 in Doetinchem, Nederland. Het wereldwaterpolotoernooi om de Horthy Cup werd geopend door prins Bernhard der Nederlanden.
Vanwege het volle programma kon de 1500 meter vrije slag deze dagen niet worden afgewerkt. Dit kampioenschap werd op 13 augustus in IJmuiden gezwommen. Dat viel echter gelijktijdig met een wedstrijd van Het Y in Hillegersberg, waardoor deze club noodgedwongen moest afzeggen en bezwaar maakte tegen het toekennen van de titel. De zwemster Doortje Heeselaars was op doktersadvies niet gestart op de 200 meter schoolslag. Leen Korpershoek deed voor de veertiende keer mee aan het NK.

## Zwemmen

### Mannen
| Afstand:           | Goud:                          | Tijd    | Zilver:                        | Tijd    | Brons:                  | Tijd    |
| 100 m vrije slag   | Joop van Merkesteyn De Dolfijn | 1.02,6  | Stans Scheffer DJK             | 1.02,9  | Kees Hoving RZC         | 1.03,4  |
| 400 m vrije slag   | Dolf van der Kuil SZC          | 5.15,0  | Joop van Merkesteyn De Dolfijn | 5.19,0  | Frits Ruimschotel HZ&PC | 5.21,4  |
| 1500 m vrije slag  | Herman Smitshuijzen AZ '70     | 21.39,6 | A. A. van den Bogaerde DWR     | 23.24,4 | J. Pronk Aegir          | 23.36,7 |
| 100 m rugslag      | Dolf van Schouwen DJK          | 1.11,6  | Piet Metman Het Y              | 1.11,8  | Stans Scheffer DJK      | 1.13,4  |
| 200 m schoolslag   | Herman Smitshuijzen AZ '70     | 2.50,2  | Wim Seton Zian                 | 2.56,9  | Leen Korpershoek RZC    | 3.02,8  |
| 4x200 m vrije slag | Het Y                          | 10.07,0 | DJK                            | 10.15,4 | RZC                     | 10.22,7 |

### Vrouwen
| Afstand:           | Goud:              | Tijd   | Zilver:                | Tijd   | Brons:                     | Tijd   |
| 100 m vrije slag   | Rie van Veen RDZ   | 1.09,0 | Bep Groenendijk RDZ    | 1.10,8 | Alie Stijl Zian            | 1.11,1 |
| 400 m vrije slag   | Rie van Veen RDZ   | 5.42,4 | Bep van Schaik Het Y   | 5.51,4 | Alie Stijl Zian            | 5.53,6 |
| 100 m rugslag      | Cor Kint Rotterdam | 1.14,5 | Iet van Feggelen Het Y | 1.17,2 | Dini Kerkmeester Rotterdam | 1.18,8 |
| 200 m schoolslag   | Jopie Waalberg ADZ | 3.00,8 | Tonny Bijland HZC      | 3.09,2 | Greetje Siewertsen ADZ     | 3.09,6 |
| 4x100 m vrije slag | RDZ                | 4.54,8 | Rotterdam              | 5.12,3 | Zian                       | 5.16,3 |

## Schoonspringen

### Mannen
| Onderdeel: | Goud:               | Score  | Zilver:              | Score  | Brons:            | Score  |
| 3 m plank  | Wim Schatens AZ '70 | 121,30 | Henk Lotgering Het Y | 111,34 | Henk de Haas ZWIP | 111,03 |

### Vrouwen
| Onderdeel: | Goud:                 | Score | Zilver:          | Score | Brons:          | Score |
| 3 m plank  | Jopie van Engelen HDZ | 79,01 | Gré de Hooge RDZ | 72,68 | Rie Drenth Zian | 72,40 |

Langebaan (50 meter):

1920 ·
1921 ·
1922 ·
1923 ·
1924 ·
1925 ·
1926 ·
1927 ·
1928 ·
1929 ·
1930 ·
1931 ·
1932 ·
1933 ·
1934 ·
1935 ·
1936 ·
1937 ·
1938 ·
1939 ·
1940 ·
1941 ·
1942 ·
1943 ·
1944 ·
1945 ·
1946 ·
1947 ·
1948 ·
1949 ·
1950 ·
1951 ·
1952 ·
1953 ·
1954 ·
1955 ·
1956 ·
1957 ·
1958 ·
1959 ·
1960 ·
1961 ·
1962 ·
1963 ·
1964 ·
1965 ·
1966 ·
1967 ·
1968 ·
1969 ·
1970 ·
1971 ·
1972 ·
1973 ·
1974 ·
1975 ·
1976 ·
1977 ·
1978 ·
1979 ·
1980 ·
1981 ·
1982 ·
1983 ·
1984 ·
1985 ·
1986 ·
1987 ·
1988 ·
1989 ·
1990 ·
1991 ·
1992 ·
1993 ·
1994 ·
1995 ·
1996 ·
1997 ·
1998 ·
Amersfoort 1999 ·
Drachten 2000 ·
Eindhoven 2001 ·
Amersfoort 2002 ·
Amsterdam 2003 ·
Amsterdam 2004 ·
Amsterdam 2005 ·
Eindhoven 2006 ·
Amsterdam 2007 ·
Eindhoven 2008 ·
Eindhoven 2009 ·
Eindhoven 2010 ·
Eindhoven juni 2011 ·
Eindhoven december 2011 ·
Amsterdam 2012 ·
Eindhoven 2013 ·
Eindhoven 2014 ·
Eindhoven 2015 ·
Eindhoven 2016 ·
Eindhoven 2017 ·
Amersfoort 2018 ·
Amersfoort 2019 ·
2020 ·
2021 ·
Amersfoort 2022 ·
Amersfoort 2023 ·
Amersfoort 2024

Kortebaan (25 meter):

1980 ·
1981 ·
1982 ·
1983 ·
1984 ·
1985 ·
1986 ·
1987 ·
1988 ·
1989 ·
1990 ·
1991 ·
1992 ·
1993 ·
1994 ·
1995 ·
1996 ·
1997 ·
's-Hertogenbosch 1998 ·
Nieuwegein 1999 ·
Nieuwegein 2000 ·
Alphen aan den Rijn 2001 ·
Eindhoven 2002 ·
Drachten 2004 ·
Amsterdam 2005 ·
Drachten 2006 ·
Amsterdam 2007 ·
Amsterdam 2008 ·
Amsterdam 2009 ·
Amsterdam 2010 ·
Amsterdam 2012 ·
Dordrecht 2013 ·
Tilburg 2014 ·
Tilburg 2015 ·
Hoofddorp 2016 ·
Hoofddorp 2017 ·
Tilburg 2018 ·
Tilburg 2019 ·
2020 ·
Den Haag 2021 ·
Den Haag 2022 ·
Den Haag 2023